# Campionato italiano di hockey su ghiaccio 1964-1965
Il campionato italiano di hockey su ghiaccio 1964-1965 è stato organizzato dalla FISG.

## Serie A
Sin dalle prime battute il campionato risulta travagliato: quando oramai sembra tutto pronto per l'organizzazione del torneo a sette squadre con l'inserimento dell'Alleghe, vincitore del Campionato di Promozione (il torneo della serie cadetta) nella stagione precedente, e dopo che, ad agosto, un'apposita Commissione tecnica ha stilato il calendario, intorno alla metà di settembre giunge il forfait del Torino dovuto a motivi finanziari e al ritiro di alcuni giocatori. La formula del campionato e l'utilizzo degli stranieri (uno per squadra) rimangono invariati.

### Formazioni
Le squadre partecipanti rimangono dunque 6: Alleghe HC, HC Bolzano, SSV Bolzano, SG Cortina, Diavoli Milano e HC Ortisei.

### Campionato
A torneo appena iniziato alcuni dei giovani dei Diavoli Milano, aggregati alla prima squadra, chiedono che gli vengano elargiti soldi a titolo di rimborso spese, i dirigenti di contro sospendono i sette giocatori (Gianfranco Rigamonti, Giorgio Rigamonti, Andrea Lusena, Marco Lusena, Luciano Nucci, Renato Brivio e Luigi Redaelli) fino al 2 gennaio, richiamando, per il debutto contro Bolzano (perso 7-5), Giancarlo Agazzi e Mario Bedogni.
In Cortina-Alleghe del 20 dicembre 1964 gli ampezzani schierano sul ghiaccio Remigio Moracutti, regolarmente tesserato per l'Amatori Cortina che partecipa al Campionato di Promozione; la partita termina 11-0 per i padroni di casa, ma la Commissione Tecnica assegna il 5-0 a tavolino a favore delle Civette. Una settimana più tardi, durante Cortina-Bolzano, al 17' del primo tempo, l'italo-canadese Gene Rebellato, dopo una scorrettezza di Alberto Da Rin, gli sferra un pugno: scoppia una rissa generale che gli arbitri Saudati e Tadini non riescono a sedare con conseguente sospensione della gara; alla ripresa del gioco i bolzanini si rifiutano di scendere sul ghiaccio e successivamente la Federazione assegna il 5-0 a tavolino a favore del Cortina.
Il 17 gennaio 1965, durante Alleghe-Cortina, al 7'30" del secondo tempo, sul punteggio di 3-2 per gli ospiti, la gara è sospesa a causa delle ferite riportate da Renato De Toni dalla rottura della maschera colpita da due dischi; al giocatore sono applicati 10 punti di sutura. La squadra di casa è costretta a ritirarsi e questo le costerà la sconfitta a tavolino per 5-0.
Nella gara di ritorno Bolzano-Cortina, sul punteggio di 4-3 per gli Scoiattoli, a pochi secondi dal termine Alfredo Coletti pareggia, ma l'arbitro tedesco Zeller annulla per un presunto fallo avvenuto durante la mischia creatasi davanti a Jack Siemon, nonostante il parere contrario del suo collega Neumaier; il pubblico deluso protesta gettando sul ghiaccio svariati oggetti. La Federazione squalifica il campo della società altoatesina per un mese, costringendola a giocare la seconda fase a Genova, piazza nella quale si sta promuovendo con diverse iniziative l'hockey su ghiaccio.

#### Prima Fase
La prima fase del torneo si chiude con il Cortina in testa alla classifica con 16 punti, seguito dall'Ortisei a 15 p.ti, formazione che non è più da considerarsi una sorpresa, al terzo posto il Bolzano che dopo esser stata per lungo tempo in testa alla classifica ha dovuto cedere il passo nel finale. Escluse dal girone per la conquista dello scudetto, al quarto posto si piazzano i Diavoli Milano con 8 punti, che per tutta la stagione hanno dovuto sopperire alle difficoltà in difesa, dovute ad una stagione infelice di Vittorio Bolla e una retroguardia con poca esperienza, riutilizzando Mario Bedogni, tornato sul ghiaccio dopo due anni di inattività e Giancarlo Agazzi, disponibile quando gli impegni di lavoro glielo hanno permesso. Per la formazione meneghina sembra iniziato da qualche anno un lento declino che la porta ad essere l'ombra di quelle formazioni che per diversi decenni hanno dominato il panorama hockeystico italiano ed europeo. Quinto posto per il Südtiroler Sportverein Bolzano con 4 punti; chiude la classifica l'Alleghe con 3 punti che paga lo scotto del ritorno in Serie A dopo 9 stagioni.

#### Seconda Fase
La seconda parte del Campionato vede sfidarsi le stesse 3 compagini che si erano affrontate l'anno precedente. Questa parte del campionato è dominata dal Cortina che vince tutte le partite, mentre grazie alla débâcle dell'Ortisei (3 sconfitte), il Bolzano conquista il secondo posto. La partita Ortisei-Cortina, del 2 marzo 1965, non è disputata per indisponibilità del campo di gioco (stadio naturale).

##### Classifica
La Sportivi Ghiaccio Cortina vince il suo settimo scudetto, secondo consecutivo.

Formazione Campione d'Italia: Franco Alverà - Isidoro Alverà - Paolo Bernardi - Alberto Da Rin - Gianfranco Da Rin - Paolo Gaspari - Bruno Ghedina - Ivo Ghezze - Bruno Frison - Giuseppe Lorenzi - Francesco Macchietto - Giovanni Mastel - Giulio Oberhammer - Italo Scuderi - Jack Siemon - Giulio Verocai.

### Classifica marcatori
La classifica marcatori è vinta da Alfredo Coletti (HC Bolzano) con 18 reti, seguito da Gianfranco Da Rin (SG Cortina, 16 reti), Alberto Da Rin (Cortina, 15 reti), Sigfrido Schlemmer (Bolzano, 12 reti) ed Edmondo Rabanser (HC Ortisei, 10 reti).